# Yahya ben Ibrahim
Pour les articles homonymes, voir Yahya.
Yahya ben Ibrahim fut un chef berbère de la tribu Goudala qui décida de convertir son peuple aux préceptes de l'islam en 1035. Natif de l'Adrar en Mauritanie(Mauritanie actuel), il fonda en 1042 avec Abdellah ben Yassin, un homme religieux berbère, le mouvement des Almoravides dont l’objectif au départ était la purification de l’islam des Berbères convertis depuis le VIIe siècle. Il est le premier émir Almoravide,,. Son successeur Yahya ben Omar est son neveu.